# 陳沛希
陳沛希（英語：Pansy Chan Pui-hei，1996年3月23日—），香港壁球運動員。她早年就讀嘉諾撒聖心書院。

## 榮譽
- 香港傑出運動員選舉

「香港傑出青少年運動員」（2010年）
- 香港體育學院傑出青少年運動員選舉

「傑出青少年運動員獎」（2010年第三季）
「傑出青少年運動員獎」（2013年第一季）
「傑出青少年運動員獎」（2013年第三季）
- 香港傑出少年選舉

「香港十大傑出少年」（2012年）
- 香港學界體育聯會

中銀香港紫荊盃傑出運動員獎(壁球)（2012年）
中銀香港紫荊盃傑出運動員獎(壁球)（2013年）
- 香港島校長聯會

「香港島優秀學生」（2012年）

## 外部連結
- 香港壁球精英運動員訪談 2011-03-20
- 明報 - 愛芭蕾更愛壁球 陳沛希棄舞打波 2011-10-07[]
- 頭條日報 - Pansy 「舞」林合家歡 2011-12-25
- 2012香港十大傑出少年 2012-04-14 （页面存档备份，存于）